# 関電トンネル
関電トンネル（かんでんトンネル）は、長野県大町市と富山県中新川郡立山町を結ぶ道路トンネル。関西電力が保有しており、同社が運行する関電トンネル電気バスの経路として供用されている。

## 概要
元々は黒部ダムおよび黒部川第四発電所（黒四発電所）建設のために掘削されたトンネルである。建設当時の名称は大町トンネルで、全長は5.4 km。
当初構想では、工事用の大町トンネルとは別に、針ノ木峠の下にも導水トンネルを建設する予定であった。これは、北アルプスを「ぶち抜く」トンネルの建設が、技術的にそう難しいものではないと考えられていたためである。しかしながら大町トンネルの工事が進むにつれ、1957年5月1日に破砕帯に遭遇して以降いくつもの破砕帯が発見され、頻繁な出水のため想定以上の難工事となった。一時は、大町トンネルの完成ひいては黒部ダムの建設すら危ぶまれたが、100本以上の水抜きボーリングや軟弱地盤の固化工事が加えられて、1957年12月2日に破砕帯を突破し、1958年2月24日に貫通した。
このトンネルは工区で1 - 4号に分割されている。両端に横坑を掘ってから3,471 mの2号トンネルの整備から始まり、その後扇沢側に1号トンネル、黒部ダム側に3号・4号トンネルを繋げて1本のトンネルとして建設が行われた。トンネル内における最大の勾配は106 ‰である。2 - 4号トンネルは幅6,400 - 6,000 mm・高さ4,400 - 4,300 mm、1号トンネルは幅5,000 mm・高さ4500 mmである。
国立公園内に掘られたトンネルであり、「一般公衆の利用に供すること」が建設許可の条件となったため、関西電力はダム工事完成後、トンネルを通る公共交通機関を運行することによって条件を満たすことにし、1964年8月1日に、長野側の扇沢と富山側の黒部ダムの間を結ぶ「関電トンネルトロリーバス」が開業した。トロリーバスは2018年11月30日をもって運行を終え、冬季休業期間をはさんだ翌2019年4月15日から電気バスの運行となっている。
基本的に黒部ダム・黒四発電所の資材運搬用のトンネルであることから、現在まで一般車両の通行は認められておらず、一般来訪者は公共交通機関として営業運転されている電気バス利用でのみ通行可能である。トンネルは一車線分の幅しかなく、途中に交換地点が設けられている。対向車両が運行している場合、交換地点にて運転士同士が窓越しで樹脂製通票の交換が行われる。また、発電所の資材運搬用の自動車も、あらかじめ決められたダイヤにしたがってトンネルを通過する。
現在はいわゆる「立山黒部アルペンルート」の一部として、冬季閉鎖期間をのぞき多数の観光客で賑わいを見せる立山観光の基幹ルートとなっている。2018年11月以前はトロリーバスが運行されていたが、1972年の横浜市営トロリーバスの廃止以降、
1996年に、アルペンルートにおけるもう一つの自動車トンネル区間である立山トンネルで使用されていたディーゼルバスが老朽化により廃止されトロリーバスに変更されるまでは、日本で唯一のトロリーバス営業区間となっていた。